# Charles William Russell
Pour les articles homonymes, voir Charles Russell.
Charles William Russell, né le 14 mai 1812 et mort le 26 février 1880, est un ecclésiastique et universitaire irlandais catholique.

## Biographie

### Jeunesse
Charles William Russell naît le 14 mai 1812 à Killough, dans le Comté de Down, en Irlande. Il est un descendant des Russell qui tiennent la baronnie de Killough de Quoniamstown et Ballystrew.
Il reçoit ses premières études de la grammar school de Drogheda et à Downpatrick, après quoi il entre au St Patrick's College de Maynooth en 1826. Il est ordonné le 13 juin 1835 et devient professeur d'humanités.

### Œuvres et carrière ecclésiastique
En 1842, il est choisi par le pape Grégoire XVI pour être le premier vicaire apostolique de Ceylan (aujourd'hui Sri Lanka) et évêque titulaire d'Amyzon (de), mais il refuse la dignité ainsi que l'évêché de Down et l'archevêché d'Armagh. Trois ans plus tard, il retourne à Maynooth en tant que professeur d'histoire ecclésiastique.
Après avoir publié sa traduction du Système de théologie de Gottfried Wilhelm von Leibniz en 1850, il s'occupe de sa Life of cardinal Mezzofanti (littéralement Vie du cardinal Mezzofanti) qui paraît en 1858. En 1857, il succède au Révérend Dr Laurence F. Renehan en tant que président de St. Patrick's, Maynooth. Il occupe le poste jusqu'à sa mort. Le cardinal Nicholas Wiseman correspond souvent avec Charles William Russell et lorsque le cardinal se rend en Irlande en 1858, il rend visite à Maynooth. Dans un mémoire écrit plus tard, le cardinal écrit : « Les professeurs et les étudiants, au nombre de plus de cinq cents, en costume académique complet, étaient en attente dans l'enceinte du collège et ont accordé à leur illustre visiteur un accueil tout à fait irlandais ». Il existe des lettres originales du cardinal Wiseman au Dr Russell dans les archives du St. Patrick's College, Maynooth.
En 1869, les connaissances antiquaires du Dr Russell lui valent d'être nommé membre de la Commission des manuscrits historiques et, à ce titre, il est coéditeur (avec John Patrick Prendergast ) du Report on the Carte Manuscripts (en) in the Bodleian Library en huit volumes (1871 ) et le Calendar of Irish State Papers during the reign of Jacques Ier (4 vol., 1872-1877).
Il est aussi un collaborateur régulier de la Dublin Review qu'il enrichit pendant trente ans de divers articles, en en écrivant souvent plus d'un pour le même numéro. Les derniers d'entre euxsont les deux magistraux articles sur le sonnet (1876-1877). Il écrit de nombreux articles pour la Chambers's Encyclopaedia et deux - "Palimpsests" et "Papyrus" - pour l' Encyclopædia Britannica. Il contribue à d'autres magazines, tels que l' Edinburgh Review, le Month et l' Irish Monthly. Une œuvre populaire est sa traduction des Contes pour les jeunes du chanoine Schmid, publiée pour la première fois en 1846.

### Mort
Il meurt à Dublin, à l'âge de 67 ans, de causes inconnues et est inhumé dans le cimetière du College qu'il avait réparé et amélioré à l'époque où il était président du College,.
En 1983, l'éminent historien ecclésiastique Ambrose MacAuley publie sa biographie de Russell.

## Héritage
Les cardinaux Nicholas Wiseman - le premier archevêque de Westminster - et John Henry Newman le considéraient comme un ami intime, et ce dernier écrivit a écrit à son sujet : « Il a peut-être eu plus à faire avec ma conversion que n'importe qui d'autre ». Le Dr Russell a vécu pour assister au succès précoce de son neveu Charles Russell qui, du vivant de son oncle, a été nommé QC et qui est devenu par la suite Lord Chief Justice of England.